# Many Farms Lake
Der Many Farms Lake (Navajo: To'ahidiilíinii) ist ein Stausee im Apache County im Nordosten des US-Bundesstaates Arizona. Der 4,1 Kilometer lange und 2,2 Kilometer breite See liegt in der Navajo-Nation-Reservation bei Many Farms.